# Jean Coulthard
Jean Coulthard (* 10. Februar 1908 in Vancouver/British Columbia; † 9. März 2000 in North Vancouver) war eine kanadische Komponistin und Musikpädagogin. Neben Barbara Pentland und Violet Archer gilt sie als bedeutendste kanadische Komponistin des 20. Jahrhunderts.

## Leben
Coulthard hatte ihre erste musikalische Ausbildung bei ihrer Mutter, der Sängerin Jean Blake Coulthard. Sie studierte von 1924 bis 1928 Klavier bei Jan Cherniavsky und Musiktheorie bei Frederick Chubb und begann siebzehnjährig im Musikstudio ihrer Mutter zu unterrichten. Ein Stipendium des  Vancouver Woman’s Musical Club ermöglichte ihr 1928–1929 ein Studium bei Kathleen Long, R. O. Morris und Ralph Vaughan Williams in London.
Nach ihrer Rückkehr nach Kanada unterrichtete Coulthard privat. 1935 heiratete sie den Designer Donald Adams, und 1943 wurde ihre Tochter Jane geboren, die Malerin wurde. Nachdem sie bereits seit ihrem zehnten Lebensjahr komponiert hatte, nahm Coulthard 1939 und 1944 Kompositionsunterricht bei Arthur Benjamin, und es entstanden ihre ersten großen Orchesterwerke – Canadian Fantasy (1940), Excursion (1940), Ballade (A Winter’s Tale) (1940) und Song to the Sea (1942) –, mit denen sie sich als Komponistin in Kanada etablierte. Es schlossen sich Kompositionsstudien bei Bernard Wagenaar an, und auch Darius Milhaud, Béla Bartók und Nadia Boulanger unterstützten sie durch die kritische Begleitung ihrer Werke.
1955–1956 hielt sie sich finanziert durch ein Stipendium der Royal Society of Canada in Frankreich auf, wo sie die Komposition ihres Violinkonzerts und ihrer einzigen Oper The Return of the Native begann. Das Violinkonzert wurde 1959 von Thomas Rolston und dem Vancouver Symphony Orchestra uraufgeführt.
Von 1947 bis 1973 unterrichtete Coulthard Musiktheorie an der University of British Columbia. Zu ihren Schülern zählten u. a. Sylvia Rickard, Chan Ka Nin und Michael Conway Baker. 1972 gründete sie mit Alys Monod das Okanagan Music Festival. Nach ihrer Pensionierung gab sie noch Workshops und Sommerkurse an der J.J. Johannesen’s International School of the Arts (1973) und an der Banff School of Fine Arts. Für ihr Werk wurde sie vielfach ausgezeichnet, so mit Ehrendoktortiteln der University of British Columbia und der Concordia University, als Mitglied des Order of British Columbia und Officer des Order of Canada. Radio Canada International widmete ihr einen eigenen Band in der Anthology of Canadian Music unter dem Titel Music Is My Whole Life.

## Werke
- Cradle Song, für Frauenchor und Klavier (1927)
- Threnody, für Chor (1935)
- Excursion, Ballett (1940)
- A Winter's Tale, für Streichorchester (1940)
- Excursion, für Orchester (1940)
- Song to the Sea (Convoy), Ouvertüre für Orchester (1942)
- Love Song, für Sopran und Klavier (1942)
- Two Sonatinas, für Violine und Klavier (1945)
- Four Études, für Klavier (1945)
- Music on a Quiet Song, für Flöte und Streicher (1946)
- Three Songs, für Sopran und Klavier (1946)
- Two Songs, für Bariton und Klavier (1946)
- Sonata for Cello and Piano (1947)
- Sonata, für Klavier (1947)
- Sonata for Oboe and Piano (1947–1948)
- Quebec May, für Chor und zwei Klaviere (1948)
- String Quartet No. 1 (1948; 1952)
- Quiet Song, für Klavier (1948)
- Cycle of Three Love Songs, für Bariton und Klavier (1948)
- Three Dances, für Klavier (1950)
- Symphony No. 1 (1951)
- Variations on B-A-C-H, für Klavier (1951)
- Night Wind, für Alt und Klavier oder Siopran und Orchester (1951)
- Duo Sonata for Violin and Piano (Sonata No. 1) (1952)
- A Prayer for Elizabeth, für Orchester (1953)
- Rider on the Sands, für Orchester (1953)
- Sea Gulls, für Frauenchor und Klavier (1954)
- Threnody: String Quartet No. 2 (1954; 1969)
- Four Piano Pieces (1954)
- Sonatina 'Seascapes' , für Klavier (1956)
- More Lovely Grows the Earth, für Chor (1957)
- Piano Quartet Sketches from a Mediaeval Town (1957)
- The Devil's Fanfare, Ballett (1958)
- Four Bizarre Dances, für Violine und Klavier (1958)
- Soft Fall the February Snows, für Männerchor und Klavier (1958)
- Spring Rhapsody, für Alt und Klavier oder Orchester (1958)
- Music to St. Cecilia für Orgel und Streichorchester (1960)
- The Bird of Dawning Singeth All Night Long, für Violine, Harfe und Streichorchester (1960)
- Two Duets, für Sopran, Tenor oder Alt und Klavier (1960)
- Two Night Songs, für Bariton und Klavierquintett (1960)
- Music to St. Cecilia für Orgel und Streichorchester (1960)
- Serenade or a Meditation and Three Dances, für Streichorchester (1961)
- Fantasy, für Violine, Klavier und Orchester (1961)
- Aegean Sketches, für Klavier (1961)
- Sonata Rhapsody, für Viola und Klavier (1962)
- Six Mediaeval Love Songs, für Bariton und Klavier (1962)
- Concerto for Piano and Orchestra (1963)
- Twelve Preludes, für Klavier (1954–1964)
- Endymion, für Orchester (1964)
- The Signature of God, für Sopran, Alt, Klavier und Orchester (1964)
- Sonata II (A Correspondence), für Violine und Klavier (1964)
- Noon Siesta, für Klavier (1964)
- Auguries of Innocence, für Chor (1963–1965)
- Ballade of the North, für Violine und Klavier (1965–1966)
- Choral Symphony 'This Land' (Symphony No. 2), für Solisten, Chor und Orchester (1966–1967)
- Music to Saint Cecilia, für Orgel, Tonband und Orchester (196?; arr. 1968)
- Divertimento, für Flöte, Oboe, Klarinette, Horn, Fagott und Klavier (1968)
- Lyric Trio, für Violine, Cello und Klavier (1968)
- Two Visionary Songs, für Sopran, Flöte und Streichorchester oder -quartett (1968)
- Lyric Sonatina, für Fagott und Klavier (1969)
- The Pines of Emily Carr, für Alt, Erzähler, Pauken, Klavier und Streichquartett (1969)
- Sketches From the Western Woods, für Klavier (1970)
- Lyric Sonatina, für Flöte und Klavier (1971)
- The Birds of Lansdowne, für Violine, Cello, Klavier und Tonband (1972)
- Twelve Essays on a Cantabile Theme, für zwei Streichquartette (1972)
- Songs from the Distaff Muse, Set 1, für Sopran, Alt und Cello (1972)
- Pieces for the Present, für Klavier (1973)
- Kalamalka 'Lake of Many Colours' , für Orchester (1974)
- Canada Mosaic [Introduction and 3 folk songs], für Orchester (1974)
- Music on a Scottish Folk Song, für Violine und Gitarre(1974)
- Songs from the Distaff Muse, Set 2, für Sopran, Alt und Klavier (1974)
- Lyric Symphony 'Symphony III' , für Fagott und Kammerorchester (1975)
- Hymn of Creation, für Chor (1975)
- Four Prophetic Songs, für Alt, Flöte, Cello und Klavier (1975)
- Lyric Sonatina, für Klarinette und Klavier (1976)
- Burlesca, für Klavier und Streichorchester (1977)
- Symphonic Ode, für Viola und Kammerorchester (1977)
- Three Sonnets of Shakespeare, für Alt und Streichquartett (1977)
- Serenade, für Alt und Violine (1977)
- Fanfare Sonata, für Trompete und Klavier (1978)
- The Return of the Native, Oper (1956–1979)
- Three Ballades From the Maritimes, für Chor (1979)
- Shizen: Three Nature Sketches From Japan, für Oboe und Klavier (1979)
- Music of Our Time/Musique de notre temps (neun Bände, 1977–1980, mit David Duke und Joan Hansen)
- Vancouver Lights: A Soliloquy, für Sopran, Bariton, Chor und Orchester (1980)
- Pas de Deux: Sonatina for Flute and Bassoon (1980)
- Two Idylls From Greece, für Bariton und Klavier (1980)
- String Quartet No. 3 (1981)
- Sonata No. 3 'À la jeunesse' , für Violine und Klavier (1981)
- Image Astrale, für Klavier (1981)
- Fantasy Sonata, für Horn und Klavier (1983)
- À la jeunesse, works for young violinists (1983)
- Christina Songs, für hohe Stimme und Klavier (1983)
- Lyric Sonatina, für Gitarre (1984)
- Autumn Symphony 'Symphony No. 4'  (Symphonic Images), für Streichorchester (1984–1985)
- Fanfare Overture, für Chor und Orchester (1985)
- Dopo Botticelli, für Cello und Klavier (1985)
- Piano Sonata No. 2, für Klavier (1986)
- Shelley Portrait, für Alt, Flöte, Klarinette, Cello und Klavier (1987)
- When Tempests Rise, Kantate für Solisten, Chor und Orchester (1988)
- Symphonic Image 'Vision of the North' , für Streichorchester (1989)
- Duo Sonata für Violine und Cello (1989)